# 1416 Renauxa
1416 Renauxa è un asteroide della fascia principale del diametro medio di circa 28,95 km. Scoperto nel 1937, presenta un'orbita caratterizzata da un semiasse maggiore pari a 3,0241778 UA e da un'eccentricità di 0,1020951, inclinata di 10,03211° rispetto all'eclittica.
L'asteroide è dedicato a Joseph Renaux, assistente presso l'osservatorio dove è avvenuta la scoperta.